# الزه پین
الزه پین (به ترکی آذربایجانی: Ələzəpin) یک منطقه مسکونی در جمهوری آذربایجان است که در شهرستان لنکران و در دهیاری بیله سر واقع شده‌است.

## طبیعت
این روستا دارای چندین نوع گیاه بومی در معرض خطر است.